# 波兰军团第3旅
波兰军团第3旅是一支奧匈帝國陸軍部队，兵员都是奥占波兰人。该旅参加的首场战斗是发生在第一次世界大战东方战线上的一場战役。第3旅组建于1915年，並于1917年解散。該部隊在運作期間隶属于波蘭軍團。